# لا کما
لا کما (به اسپانیایی: Pedra y Coma) یک منطقهٔ مسکونی در اسپانیا است که در سولسونس واقع شده‌است. لا کما ۶۰٫۶ کیلومتر مربع مساحت دارد ۱٬۰۰۴ متر بالاتر از سطح دریا واقع شده‌است.